# Abaca
Abaca (spaniolă: abacá) sau cânepa de Manila (Musa textilis) este o specie de bananier, originară din Filipine și răspândită în zone tropicale, precum Borneo și Sumatra. Planta are o mare importanță economică fiind adunată pentru fibrele sale. Fibra, cunoscută și drept cânepă de Manila, este extrasă din pețiolul frunzelor. În general planta atinge o înălțime de 4 metri. Fibrele, datorită rezistenței lor, au fost folosite la fabricarea frânghiilor și a parâmelor de navigație. În zilele noastre cea mai mare parte este folosită pentru o varietate largă de produse din hârtie, inclusiv hârtie de filtrat și bancnote.
Abaca a fost cultivată pe scară largă în Sumatra în 1925 sub ocupația olandezilor, care au observat cultivarea lor în Filipine pentru frânghii, din anii 1800, urmată de plantații în America Centrală sponsorizate de către Departamentul de Agricultură al S.U.A.. Plantațiile în scop comercial au început în anii 1930 în Borneo de Nord (Britanic); o dată cu începerea celui de-al Doilea Război Mondial, japonezii au eliminat comerțul între Filipine și Aliați, ceea ce a dus la creșterea producției în America.
Alte nume comune pentru abacá sau cânepă de Manila pot fi: "Abaká", "Cânepă Cebu" sau "Cânepă Davao".